# Sabrina Repp
Sabrina Repp (ur. 1 lutego 1999 w Tessinie) – niemiecka polityczka, deputowana do Parlamentu Europejskiego X kadencji.

## Życiorys
W 2021 ukończyła politologię na Uniwersytecie Technicznym w Dreźnie. W 2023 uzyskała w tej dziedzinie magisterium na Uniwersytecie w Rostocku. Była stypendystką Fundacji im. Friedricha Eberta. Zaangażowała się w działalność polityczną w ramach Socjaldemokratycznej Partii Niemiec i jej organizacji młodzieżowej Jusos, w 2022 została przewodniczącą struktur młodzieżówki w Meklemburgii-Pomorzu Przednim. Dołączyła także do związku zawodowego ver.di oraz do Amnesty International. Pracowała m.in. jako kierowniczka biura posła do landtagu.
W wyborach w 2024 z ramienia SPD uzyskała mandat eurodeputowanej X kadencji.